# Szerbia és Montenegró-i labdarúgókupa
A Szerbia és Montenegró-i labdarúgókupa vagy Szerbia és Montenegró-i kupa (szerbül: Куп Србије и Црне Горе у фудбалу, magyar átírásban: Kup Szrbije i Crna Gore u fudbalu) 1992 és 2006 között a legrangosabb nemzeti labdarúgókupa volt Szerbia és Montenegróban. A legsikeresebb klub a Crvena zvezda, amely 9 alkalommal tudta elhódítani a trófeát. 
A Szerbia és Montenegró-i kupa, a jugoszláv kupa jogutódja volt, mely 1992 és 2003 között szintén jugoszláv kupa néven került kiírásra, mivel ebben az időszakban Jugoszláv Szövetségi Köztársaság volt az államalakulat neve és ugyanúgy Szerbia és Montenegró alkotta). A Szerbia és Montenegró-i kupa hivatalosan 2003 és 2006 között létezett. 2006-ban Montenegró kinyilvánította függetlenségét és így megalakult a szerb illetve a montenegrói kupa.

## A győztesek
| Szezon                                            | Győztes                                           | Eredmény                                          | Ezüstérmes                                        |
| Jugoszláv kupa (Jugoszláv Szövetségi Köztársaság) | Jugoszláv kupa (Jugoszláv Szövetségi Köztársaság) | Jugoszláv kupa (Jugoszláv Szövetségi Köztársaság) | Jugoszláv kupa (Jugoszláv Szövetségi Köztársaság) |
| ------------------------------------------------- | ------------------------------------------------- | ------------------------------------------------- | ------------------------------------------------- |
| 1991–92                                           | Partizan                                          | 1 – 0 2 – 2                                       | Crvena zvezda                                     |
| 1992–93                                           | Crvena zvezda                                     | 0 – 1 1 – 0 t 5 – 4                               | Partizan                                          |
| 1993–94                                           | Partizan                                          | 3 – 2 6 – 1                                       | Spartak Subotica                                  |
| 1994–95                                           | Crvena zvezda                                     | 4 – 0 0 – 0                                       | Obilić                                            |
| 1995–96                                           | Crvena zvezda                                     | 3 – 0 3 – 1                                       | Partizan                                          |
| 1996–97                                           | Crvena zvezda                                     | 0 – 0 1 – 0                                       | Vojvodina                                         |
| 1997–98                                           | Partizan                                          | 0 – 0 2 – 0                                       | Obilić                                            |
| 1998–99                                           | Crvena zvezda                                     | 4 – 2                                             | Partizan                                          |
| 1999–00                                           | Crvena zvezda                                     | 4 – 0                                             | Napredak Kruševac                                 |
| 2000–01                                           | Partizan                                          | 1 – 0                                             | Crvena zvezda                                     |
| 2001–02                                           | Crvena zvezda                                     | 1 – 0                                             | Sartid                                            |
| Szerbia és Montenegró-i kupa                      |                                                   |                                                   |                                                   |
| 2002–03                                           | Sartid                                            | 1 – 0 (hu)                                        | Crvena zvezda                                     |
| 2003–04                                           | Crvena zvezda                                     | 1 – 0                                             | Budućnost Banatski Dvor                           |
| 2004–05                                           | Železnik                                          | 1 – 0                                             | Crvena zvezda                                     |
| 2005–06                                           | Crvena zvezda                                     | 4 – 2 (t)                                         | OFK Beograd                                       |

### Dicsőségtábla
| Klub                    | Győztes | Ezüstérmes | Győztes évek                                         |
| ----------------------- | ------- | ---------- | ---------------------------------------------------- |
| Crvena zvezda           | 9       | 4          | 1993, 1995, 1996, 1997, 1999, 2000, 2002, 2004, 2006 |
| Partizan                | 4       | 3          | 1992, 1994, 1998, 2001                               |
| Sartid                  | 1       | 1          | 2003                                                 |
| Železnik                | 1       | 0          | 2005                                                 |
| Oblić                   | 0       | 2          |                                                      |
| Spartak Subotica        | 0       | 1          |                                                      |
| Vojvodina               | 0       | 1          |                                                      |
| Napredak Kruševac       | 0       | 1          |                                                      |
| Budućnost Banatski Dvor | 0       | 1          |                                                      |
| OFK Beograd             | 0       | 1          |                                                      |

## Lásd még
- Jugoszláv labdarúgókupa
- Szerb labdarúgókupa
- Montenegrói labdarúgókupa

## Külső hivatkozások
- Kupadöntők és eredmények az rsssf.com-on (angolul)